# 정암미용고등학교
정암미용고등학교(영어: Jeong Arm Beauty High School)는 서울특별시 동대문구에 위치한 미용 교육 전문 고등학교이다.

## 육학과
- 피부미용 보관됨 2016-03-04 - 웨이백 머신
- 메이크업 보관됨 2016-03-04 - 웨이백 머신
- 네일아트[깨진 링크(과거 내용 찾기)]
- 분장/발관리 보관됨 2016-03-04 - 웨이백 머신